# Platja de l'Arenal (l'Ampolla)
La platja de l'Arenal és una extensa platja, urbana a llevant i natural a ponent, del municipi de l'Ampolla (Baix Ebre), situada al sud de la població, dins del golf de Sant Jordi. Està delimitada a llevant pel barranc de Sant Pere, on hi ha un viver de musclos, i a ponent s'estén en un llarg sorral que forma part del Parc Natural del Delta de l'Ebre, fins a la gola de la Bassa de les Olles, que la separa de la platja del Goleró. Orientada al nord-nord-est, té una longitud de 1.880 metres i una amplada de 41 metres, formada per sorra fina, còdols i grava, amb un pendent d'entrada a l'aigua moderat. Disposa de senyalització, socorrisme i salvament, dutxes, sanitaris portàtils, facilitats per a persones amb mobilitat reduïda, aparcament per a vehicles i zona de bar restaurant. Darrere la platja hi ha zones de xufla i canyissar, i més enllà les extensions d'arrossars. Davant de la platja s'erigeix la Punta del Fangar.
L'Agència Catalana de l'Aigua efectua un control setmanal de la qualitat de l'aigua, durant la temporada de bany, amb el resultat d'excel·lent.
Des del 2022, la platja té habilitat un espai per a gossos, amb papereres, dispensadors de bosses i neteja especial de la sorra.

## Regressió
La platja pateix any rere any l'erosió que provoquen els temporals, especialment el temporal Gloria l'any 2020, pel que el Servei de Costes de l'Estat regenera la sorra anualment. Està en estudi l'eliminació del passeig marítim, a la zona urbana, i la creació de dunes.